# 狭叶溲疏
狭叶溲疏（学名：Deutzia esquirolii）为虎耳草科溲疏属下的一个种。

## 扩展阅读
- 維基物種上的相關：狭叶溲疏